# Hagebuttenöl
Hagebuttenöl, Hagebuttenkernöl oder Wildrosenöl ist ein Pflanzenöl, das aus den Samen der Hagebutten verschiedener Wildrosen, vor allem der Hunds-Rose (Rosa canina) gewonnen werden kann. Das klar hellgelbe bis orangerote Öl kann sowohl in der Pharmazie und Medizin, wie in der Kosmetik Verwendung finden.

## Gewinnung und Eigenschaften
Hagebuttenöl wird aus den in den Hagebutten, den Früchten der Rosen, enthaltenen Samen durch mechanisches Pressen oder über eine Extraktion gewonnen und anschließend raffiniert. In der Regel erfolgt eine Stabilisierung des Öls durch die Zugabe von Tocopherol (Vitamin E). Bei kühler und dunkler Lagerung ist das Öl drei Monate haltbar.
Hagebuttenöl ist in seiner Färbung klar hellgelb bis orangerot. Es besitzt einen Geruch, der als süß-sauer, nussig, metallisch, fettig, fruchtig, floral und aldehydartig beschrieben wird. Das Öl ist bei Raumtemperatur flüssig. Hagebuttenöl setzt sich hauptsächlich zusammen aus Glyceriden der  Ölsäure, Linolsäure und α-Linolensäure. Daneben sind in 100 ml Hagebuttenkernöl etwa 47 mg α- und β-Tocopherol enthalten.
Das Öl hat einen Brechungsindex von 1,478 bis 1,4793, die Säurezahl beträgt 0,5.

Allgemeine chemische Struktur von Fett, wie Hagebuttenöl. Darin sind R^{1}, R^{2} und R^{3} Alkylreste (≤ 15 %) oder Alkenylreste (≥ 85 % mit einer meist ungeraden Anzahl von Kohlenstoffatomen). Hagebuttenöl ist, wie andere Öle, ein Gemisch von Triestern des Glycerins.

## Nutzung

### In der Pharmazie und Medizin
Hagebuttenöl wird in der Pharmazie und Medizin vor allem zur Behandlung von trockener, schuppiger und rissiger Haut eingesetzt. Es wird zudem angewendet bei Ekzemen, Psoriasis und pigmentstarker Haut sowie bei der Behandlung nach Verbrennungen und Verletzungen der Haut. Dabei wird vor allem die elastizierende und färbende Wirkung des Öls genutzt. Weitere Verwendungen umfassen die Behandlung von Verletzungen des Zahnfleischs und der Mundschleimhaut, wo das Öl die Heilung beschleunigen soll.

### In der Kosmetik
Im Bereich der Kosmetik wird das Hagebuttenöl wie andere Pflanzenöle in Salben und Cremes verwendet, vor allem in Nachtcremes. Das in Spuren enthaltene Tretinoin soll den Hautregenerationsprozess beschleunigen und Kollagen aufbauen, wodurch die Feuchtigkeitsaufnahmefähigkeit verbessert wird.